# David di Donatello al millor guió adaptat
El premi David di Donatello al millor guió adaptat (en italià: David di Donatello per la migliore sceneggiatura adattata) és un premi de cinema que anualment atorga l'Acadèmia del Cinema Italià (ACI, Accademia del Cinema Italiano) per reconèixer el destacat guió adaptat en una pel·lícula italiana estrenada l'any anterior a la cerimònia. El premi es va donar per primera vegada el 2017, quan aquest premi i el David di Donatello al millor guió original van substituir a l'antic David di Donatello al millor argument.

## Guanyadors i candidats
Els guanyadors del premi han estat:

### Anys 2010-2019
- 2017
  - Gianfranco Cabiddu, Ugo Chiti, Salvatore De Mola - La stoffa dei sogni
  - Fiorella Infascelli, Antonio Leotti - Era d'estate
  - Edoardo Albinati, Marco Bellocchio, Valia Santella - Fai bei sogni
  - Francesco Patierno - Naples '44
  - Francesca Marciano, Valia Santella, Stefano Mordini - Pericle il nero
  - Massimo Gaudioso - Un paese quasi perfetto

- 2018
  - Fabio Grassadonia e Antonio Piazza - Sicilian Ghost Story
  - Barbara Alberti, Davide Barletti, Lorenzo Conte, Carlo D'Amicis - La guerra dei cafoni
  - Gianni Amelio, Alberto Taraglio - La tenerezza
  - Paolo Genovese, Isabella Aguilar - The Place
  - Paolo e Vittorio Taviani - Una questione privata
- 2019
  - Luca Guadagnino, Walter Fasano, James Ivory - Call Me by Your Name ´
  - Stephen Amidon, Francesca Archibugi, Paolo Virzì, Francesco Piccolo - The Leisure Seeker
  - Stefano Mordini, Massimiliano Catoni - Il testimone invisibile
  - Zerocalcare, Oscar Glioti, Valerio Mastandrea, Johnny Palomba - La profezia dell'armadillo
  - Luca Miniero, Nicola Guaglianone - Sono tornato

### Anys 2020
- 2020
  - Maurizio Braucci, Pietro Marcello - Martin Eden
  - Mario Martone, Ippolita di Majo - Il sindaco del rione Sanità
  - Jean-Luc Fromental, Thomas Bidegain, Lorenzo Mattotti - La famosa invasione degli orsi in Sicilia
  - Claudio Giovannesi, Roberto Saviano, Maurizio Braucci - La paranza dei bambini
  - Matteo Garrone, Massimo Ceccherini - Pinocchio